# Norderney (Schiff, 1975)
Die Norderney ist ein Vermessungsschiff mit Heimathafen auf der Ostfriesischen Insel Norderney.
Das Schiff wurde unter der Baunummer 134 auf der Jadewerft in Wilhelmshaven gebaut. Die Kiellegung erfolgte am 10. Juli, der Stapellauf im Oktober 1974. Fertiggestellt wurde das Schiff im Februar 1975 und anschließend dem damaligen Wasser- und Schifffahrtsamt Norden übergeben.
Angetrieben wurde das Schiff zunächst von zwei MWM-Dieselmotoren (Typ: RHS 518). Diese wurden im Jahr 2005 durch zwei MTU-Dieselmotoren ersetzt. Die beiden Motoren wirken auf zwei Festpropeller, mit denen das Schiff eine Geschwindigkeit von 11 Knoten erreichen kann.
1984 wurde ein Bugstrahlruder eingebaut, 1993 ein Bootsdavit zur Aufnahme der Vermessungsjolle Juist nachgerüstet.

## Einsatz
Die Norderney, die speziell für den Einsatz im Wattenmeer konzipiert wurde und aufgrund ihrer Rumpfform ohne Probleme trockenfallen kann, wird vorwiegend für Fahrwasserpeilungen im Bereich der Ostfriesischen Inseln von der Osterems bei Borkum bis Minsener Oog und Jadebusen eingesetzt. Von der Vermessungsjolle Juist, die seit der Nachrüstung eines Davits 1993 mitgeführt werden kann und die über einen geringen Tiefgang von nur 50 cm verfügt, werden neben diesen Fahrwasserpeilungen auch Bauwerke und höhergelegene Platen vermessen.
Von 1993 bis 1999 wurde die Norderney vom Wasser- und Schifffahrtsamt Wilhelmshaven eingesetzt und seit 2000 ist sie dem Wasserstraßen- und Schifffahrtsamt Ems-Nordsee unterstellt.